# Boïky (corvette)
Le Boïky (en russe : Бойкий, littéralement « Vif ») est une corvette de la marine russe, le troisième navire de la classe Steregouchtchi. Il a été mis en chantier en juillet 2005 et a été lancé le 15 avril 2011. Il a été présenté à la flotte de la Baltique pour une inspection finale par la marine le 16 mars 2012 avant sa mise en service plus tard dans l’année. Le 16 novembre 2012, il a été signalé que la corvette avait déjà réussi les essais en mer du chantier naval. Environ 70 certificats ont été signés à ce moment-là. JSC Arsenal avait l’intention de produire un affût de canon de 100 mm A190-01 pour la corvette, et à la fin de 2012, le navire a été transféré à la base d’acceptation de Baltiïsk pour la deuxième phase des essais en mer. Cela a marqué le début des essais d'acceptation par l’État,.
La corvette a été remise à la marine russe le 14 mai 2013.
En avril 2017, le Boïky et son navire jumeau le Soobrazitelny ont été escortés par le HMS Sutherland (F81) lors de leur traversée de la Manche.
Le 20 mars 2021, le Boïky, accompagné des LST Korolev, Minsk et Kaliningrad, a traversé la Manche à l’improviste. L’importance de ce déploiement réside dans l’absence d’annonce publique de la sortie en mer de la flotte de la Baltique, ainsi que dans l’absence d’une forte composante amphibie du détachement de navires. Le déploiement aurait pu simuler le maintien de l’ouverture des lignes de communication maritimes entre la Baltique et la flotte de la mer Noire dans un scénario de guerre. Comme la mission a eu lieu peu de temps après l’exercice de l’USS Dwight D. Eisenhower et du Tonnerre avec la marine grecque, le déploiement aurait pu avoir pour but de soulager la flotte assiégée de la mer Noire lors d’exercices. Le détachement de quatre navires se sépare ensuite : le Kaliningrad et le Korolyov entrent en mer Méditerranée le 25 mars, tandis que le Boïky et le Minsk retournent en mer Baltique le 27 mars.
Le 22 mars, les trois LST de la flotte de la Baltique furent rejoints par deux autres LST de la flotte du Nord : Aleksandr Otrakovsky et Kondopoga, escortés par le remorqueur SB-406 Vikhr.
Au début du mois de mars 2025, le Boïky faisait partie d’un groupe opérationnel qui a été suivi par le HMS Somerset (F82) pendant trois jours alors qu’il traversait la Manche et la mer du Nord, escortant vers la Russie le navire marchand russe Baltic Leader à son retour du port maritime et de la base navale russe de Tartous, en Syrie.